# Paddlar (simning)

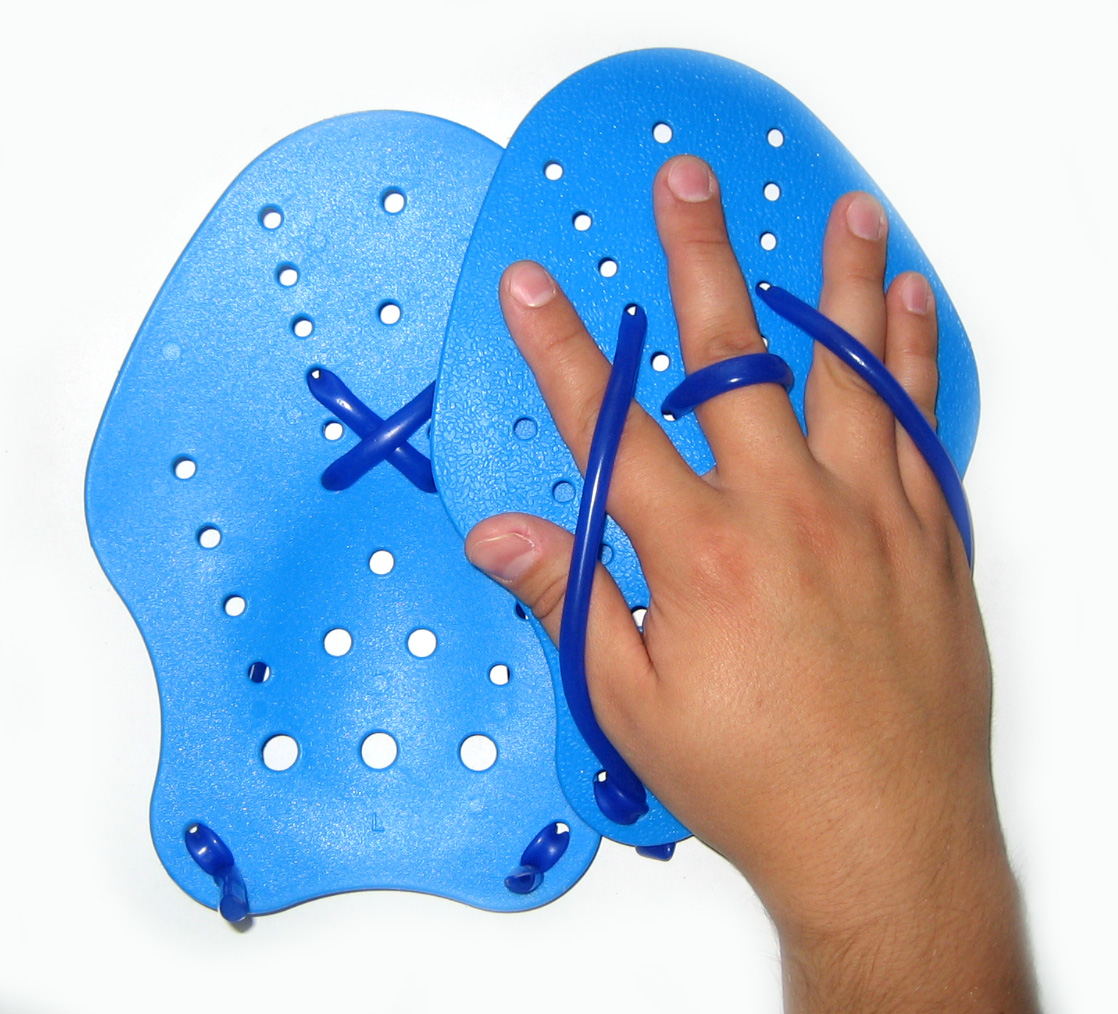
Exempel på paddlar.

Paddlar är ett träningsredskap som används av simmare för att stärka musklerna i armarna. Det kan även vara ett hjälpmedel för att öva på tekniken. Med hjälp av paddlar kan man träna på att få upp armbågen högt vid frisim. På samma sätt som platta används för benträning vid simning, kan kombinationen paddlar och dolme användas för träning av armarna.